# Andropogon chinensis
Andropogon chinensis là một loài thực vật có hoa trong họ Hòa thảo. Loài này được (Nees) Merr. mô tả khoa học đầu tiên năm 1917.